# Wielbicielka
Wielbicielka (tytuł oryg. Swimfan) – amerykański film fabularny (thriller) z 2002 roku, tuż po premierze okrzyknięty „Fatalnym zauroczeniem dla młodzieżowej widowni”.

## Opis fabuły
Ben Cronin ma wszelkie powody, by cieszyć się życiem: jest przystojny, posiada licznych przyjaciół i wspaniałą dziewczynę, jest na prostej drodze do zdobycia stypendium sportowego. Sukcesy w sporcie osiąga ciężką pracą, trenując codzienne po kilka godzin w basenie. Chce dobrze wypaść przed komisją na spotkaniu pływackim, które ma się niedługo odbyć i zadecydować o jego przyszłym losie. Bezproblemowa egzystencja Bena zostaje zakłócona, kiedy w okolicy pojawia się Madison Bell. Zakochana po uszy w chłopaku dziewczyna pragnie go zdobyć, a odrzucona przez niego popada w stopniową obsesję miłości.

## Obsada
- Jesse Bradford – Ben Cronin
- Erika Christensen – Madison Bell
- Shiri Appleby – Amy Miller
- Kate Burton – Carla Cronin
- Clayne Crawford – Josh
- Jason Ritter – Randy
- Kia Goodwin – Rene
- Dan Hedaya – trener Simkins
- Michael Higgins – pan Tillman
- Nick Sandow – detektyw John Zabel
- Pamela Isaacs – pani Egan
- James DeBello – Christopher Dante
- Phyllis Somerville – ciotka Gretchen Christopher